# Acanthopelma
Acanthopelminae es una subfamilia de arañas migalomorfas del Nuevo Mundo.  esta subfamilia tiene un solo género, Acanthopelma, con dos especies, Acanthopelma rufescens en Centroamérica y Acanthopelma beccarii en Guyana.